# NGC 6220
NGC 6220 este o galaxie spirală situată în constelația Ophiuchus. A fost descoperită în 19 iunie 1887 de către Lewis A. Swift. Se află la o distanță de 102,24 megaparseci de Pământ.